# تادئوس اس. سی. لو
تادئوس اس.سی. لو (انگلیسی: Thaddeus S. C. Lowe; ۲۰ اوت ۱۸۳۲ – ۱۶ ژانویهٔ ۱۹۱۳) هوانورد، دانشمند و مخترع جنگ داخلی آمریکا بود که عمدتاً در زمینه‌های شیمی، هواشناسی و هوانوردی، خودآموخته بود و پدر شناسایی هوایی نظامی در ایالات متحده محسوب می‌شود. در اواخر دهه ۱۸۵۰، او به خاطر نظریه‌های پیشرفته‌اش در علوم هواشناسی و همچنین ساخت بالن شهرت داشت. از جمله آرزوهای او، برنامه‌هایی برای پرواز بر فراز اقیانوس اطلس بود.
تلاش‌های علمی لو با شروع جنگ داخلی آمریکا متوقف شد، که در آن او خدمات خود را برای انجام شناسایی هوایی در نیروهای کنفدراسیون برای ارتش اتحادیه ارائه داد. در ژوئیه ۱۸۶۱، لو توسط رئیس‌جمهور آبراهام لینکلن به عنوان هوانورد ارشد سپاه بالن ارتش اتحادیه منصوب شد. اگرچه کار او به‌طور کلی موفقیت‌آمیز بود، اما مورد استقبال کامل همه اعضای ارتش قرار نگرفت و اختلافات بر سر عملیات و میزان حقوق او، او را مجبور به استعفا در سال ۱۸۶۳ کرد. لو به بخش خصوصی بازگشت و به کاوش‌های علمی خود در زمینه تولید گاز هیدروژن ادامه داد. او فرایند گاز آب را اختراع کرد که با آن می‌توان مقادیر زیادی گاز هیدروژن را از بخار و کک تولید کرد. اختراعات و ثبت اختراعات او در این فرایند و دستگاه‌های یخ‌ساز، او را به یک میلیونر تبدیل کرد.
در سال ۱۸۸۷، او به لس‌آنجلس نقل مکان کرد و سرانجام خانه‌ای به مساحت ۲۴۰۰۰ فوت مربع (۲۲۰۰ متر مربع) در پاسادنا ساخت. او چندین کارخانه یخ‌سازی افتتاح کرد و بانک سیتیزن لس‌آنجلس را تأسیس کرد. لو با دیوید جی. مک‌فرسون، مهندس عمران، که نقشه‌هایی برای یک راه‌آهن کوهستانی زیبا کشیده بود، آشنا شد. در سال ۱۸۹۱، آنها شرکت راه‌آهن پاسادنا و مونت ویلسون را تأسیس کردند و ساخت چیزی را که بعدها راه‌آهن مونت لو نام گرفت، در تپه‌های بالای آلتادنا آغاز کردند. این راه‌آهن در ۴ ژوئیه ۱۸۹۳ افتتاح شد و با استقبال و موفقیت سریعی روبرو شد. لو به ساخت و ساز به سمت کوه اوک، که به مونت لو تغییر نام داد، با سرعت طاقت‌فرسایی، چه از نظر فیزیکی و چه از نظر مالی، ادامه داد. تا سال ۱۸۹۹، لو به بخشودگی بدهی‌ها محکوم شده بود و در نهایت راه‌آهن را به جارد اس. تورنس واگذار کرد. بخت و اقبال لو تقریباً از دست رفته بود و او روزهای باقی‌مانده عمرش را در خانه دخترش در پاسادنا گذراند، جایی که در سن ۸۰ سالگی درگذشت.